# Raadhuis van Vlieland
Het voormalig Raadhuis van Vlieland is, zoals de naam het al zegt, het voormalige raadhuis van de Nederlandse gemeente Vlieland. Het raadhuis werd in 1855 gebouwd ter vervanging van het raadhuis uit 1598. Het pand werd op 7 juni 1967 ingeschreven als rijksmonument. In 2001 werd het huidige pand verkocht aan de Vereniging Hendrick de Keyser. Deze heeft het in 2005 laten restaureren, iets wat in 1952 ook al door de gemeente was gedaan.

## Exterieur
Het pand is in de neoclassicistische stijl gebouwd. Twee gevelstenen herinneren nog wel aan het oude raadhuis: een steen met het jaartal 1598 en een steen met het wapen van Vlieland er op. Het raadhuis heeft een dwars geplaatst schilddak met op de hoeken schoorstenen. Op het dak is een klokkentoren of koepel geplaatst, hierop is een windvaan in de vorm van een schip geplaatst.

## Interieur
Bij binnenkomst is de burgemeesterskamer aan de linkerzijde van het pand geplaatst en de raadzaal aan de rechterzijde. In de raadzaal is een witmarmeren schouw geplaatst, dit is de originele schouw en is tijdens een restauratie in 2004 weer teruggeplaatst. Inwendig is het raadhuis verbonden met de naastgelegen dorpsschool.